# Свети Врачове (Бойково)
„Св. св. Козма и Дамян“ или „Свети Врачове“ е български православен параклис край село Бойково, област Пловдив. Намира се на големия завой при влизане в селото.

## История
Параклисът е бил построен много много отдавна и е бил посветен на Свети безсребреници Козма и Дамян. Разрушен до основи от безгрижието на неверниците, той е възстановен през 1996 година в сегашния му вид.
Представлява едноапсидна правоъгълна постройка с двускатен покрив и голям навес пред него. Стените са покрити с многобройни икони. Параклисът е винаги отворен за посетители.
На празника на Свети Врач(1 юли) се извършва водосвет и се прави курбан.